# Shark Island (groupe)
Pour les articles homonymes, voir Shark Island.
Shark Island est un groupe américain de glam metal, originaire de  Los Angeles, en Californie. Le groupe est principalement connu pour son album « culte », Law of the Order.

## Histoire
Le groupe Sharks est formé en 1986 par le chanteur Rick Czerny et le guitariste Spencer Sercombe. Czerny et Sercombe se sont rencontrés au lycée en jouant ensemble et ont commencé à écrire des morceaux originaux. Spencer commence à travailler pour les guitares B.C. Rich. C'est ainsi que Spencer participe à la conception de l'une des guitares les plus populaires de B.C. Rich, la Warlock.
Le groupe répète dans une petite maison située dans une zone commerciale d'Arcadia, sur Santa Clara Street. Les murs du studio étaient tapissés de bouteilles vides de Mickey's Big Mouth, la bière officielle des Sharks et la source d'inspiration du logo original du groupe. Le groupe est complété par le batteur Dave Bishop et le bassiste Jim Volpicelli.
Le groupe original composé de Czerny, Sercombe, Volpicelli et Bishop sort un album indépendant intitulé Altar Ego en 1982. Cet album est produit par Jerry Tolman et comprend l'organiste Mike « The Fin » Finnegan. Tous deux avaient travaillé avec Stephen Stills. Le producteur exécutif est Jeff Willmitt. L'album est enregistré au That Studio à North Hollywood.
En 2005, Shark Island se reforme pour réenregistrer plusieurs chansons écrites et démos pour l'album Gathering of the Faithful, produit par le guitariste Spencer Sercombe avec une production additionnelle de German Villacorta et du chanteur Richard Black. Le groupe comprend Black au chant, Sercombe à la guitare, au piano, au synthétiseur et au chant, Christian Heilman à la basse et un nouveau batteur, Glen Sobel, qui fera partie d'Alice Cooper. L'album sort en Europe sur Frontiers Records en 2006, et chez Manifest Music aux États-Unis en 2007.
En 2013, Black réunit un nouveau line-up de Shark Island et joue des morceaux de l'époque classique en Europe, y compris un spectacle à Zagreb, en Croatie.
En 2019, le groupe sort un nouvel album studio, Bloodline. L'album est limité à un tirage mondial de seulement 1 111 exemplaires. La famille Shark Island se compose désormais de Richard Black (chant), Damir Simic (guitare), Alen Frjlak (batterie) et Christian Heilmann (basse), membre revenant de Shark Island. Marko Karacic (basse) est également remercié. Bloodline est produit par Alex Kane et mixé par Sylvia Massy. L'album comprend dix chansons originales et une reprise de Policy of Truth de Depeche Mode.

## Discographie

### Albums studio
- 1981 : Altar Ego
- 1986 : S'cool Buss[10]
- 1989 : Law of the Order[3]
- 2006 : Gathering of the Faithful[3]
- 2019 : Bloodline
- 2020 : Bloodline 2.020[3]

### EP
- 1989 : July 14, 1989 Bastille Day - Alive at the Whiskey[10]

### Singles
- 1980 : Kid Sister b/w Your Car or Mine
- 1981 : Hey b/w Get It On
- 1983 : I'm Electric b/w Santa Claus Is Coming to Town